# Spoorlijn Braunschweig-Gliesmarode - Fallersleben
De spoorlijn Braunschweig-Gliesmarode - Fallersleben was een Duitse spoorlijn in Nedersaksen en was als spoorlijn 1953 onder beheer van DB Netze. 

## Geschiedenis
Het traject werd door de Braunschweigischen Landeseisenbahngesellschaft in gedeeltes geopend.
- Gliesmarode - Braunschweig Ost: 11 november 1901
- Braunschweig Ost - Flechtorf: 1 september 1902
- Flechtorf - Fallersleben: 1 november 1904

Met het in gebruik nemen van de spoorlijn Weddel - Fallersleben tussen Lehre en Fallersleben in 1942 werd het verkeer naar die lijn overgeheveld en het betreffende gedeelte gesloten. Met de opening van het zuidelijke gedeelte van de spoorlijn Weddel - Fallersleben tussen Weddel en Lehre in 1998 werd ook de rest van de lijn gesloten en opgebroken.

## Aansluitingen
In de volgende plaatsen is of was er een aansluiting op de volgende spoorlijnen:
Braunschweig-Gliesmarode
DB 1722, spoorlijn tussen Celle en Braunschweig
DB 1902, spoorlijn tussen Braunschweig en Gifhorn
Braunschweig Ost
DB 1906, spoorlijn tussen Braunschweig Nord en Braunschweig Ost
lijn tussen Mattierzoll en Braunschweig Nordost
Lehre
DB 1954, spoorlijn tussen Lehre en Groß Brunsrode
Fallersleben
DB 1955, spoorlijn tussen Fallersleben en Werkbahnhof VW Wolfsburg
DB 1956, spoorlijn tussen Weddel en Fallersleben
DB 6107, spoorlijn tussen Berlijn en Lehrte
DB 6399, spoorlijn tussen Oebisfelde en Fallersleben